# ZEPPET STORE
ZEPPET STORE（ゼペット・ストア）は、日本のバンド。1996年、メジャーデビュー。2005年8月に解散したが、2011年に再結成された。13枚のシングルと12枚のアルバム（内2枚はインディーズ盤）を発表している。hideに見出された形でメジャーデビューに至り、深い関わりを持っていた。1997年という、一説に「ニューロック世代」と言われる時期のバンドの一つ。

## メンバー
- 木村世治（きむら せいじ）ボーカル&ギター担当。
- 赤羽根謙二（あかばね けんじ）ギター担当。
- 中村雄一（なかむら ゆういち）ベース担当。
バンドリーダー。元GENメンバー。Lucy's Driveメンバー。
- YA/NA ドラム担当。
本名：柳田英輝（やなぎた えいき）
2020年に局所性ジストニアの診断を受け、同年末の無観客配信LIVE「TO OUR FUTURE」にてドラマーを引退。以降、エレドラムパッド等を駆使し、Rhythm Tracker（リズムトラッカー）として活動している。2025年7月1日、バンドの公式Xアカウントおよび本人のXアカウントで、バンドからの脱退についての発表を行った[1]。

- 五味誠（ごみ まこと）ギター担当。
1996年に脱退したが、2011年の再始動時に加入。

- 遠矢行史 ベース担当。
94年「swing,slide,sandpit」参加後に脱退。

- 2022年には、サポートドラマーにHAZE (ドラマー)／大宮洋介を迎え、6人編成バンドバージョンとしても活動。

## 来歴

### 結成からインディーズデビューまで
- 1989年、五味と中学の同級生であるアキラ(ベース)が音楽雑誌の「メンバー募集」で木村と知り合う。この時、3人の好みの音楽はバラバラであったが、逆にそれが何か凄い音楽を作り出すのではないかという予感を全員が感じ取り、バンドがスタートする。しかし進学等からメンバーチェンジで、アキラ脱退後は ベーシストが幾度も替わっている。ドラムに柳田が加入し、知り合いの遠矢行史がベースとして加入し4人組のバンドとして活動を行う。
- 1992年頃からインディーズレーベル「UNDER FLOWER RECORDS」のコンピレーションに参加するなどの活動を続け、1994年に同レーベルより正式なフルアルバム『Swing、Slide、Sandpit』を発表。しかし発表当時は全く受け入れられず、わずか1000枚をプレスした時点で廃盤となった。その後、下北沢を中心にライブ活動も地道に行っていく。遠矢が仕事のため脱退。

### hideとの出会い
- 当初はあまり精力的な活動は行っていなかったが、インディーズ・デビューを果たしてから1年後の1995年、『Swing、Slide、Sandpit』が当時X JAPANのメンバーであったhideの耳に止まり、その音楽性に惚れ込んだ彼の働きかけによりゼペットの音楽を世に送り出すためのレーベル「LEMONed」がMCAビクターに設立される。また同時期、新ベーシストとして中村が加入。hideは早速彼らを海外レコーディングへと誘い、hideのバックアップのもと、セカンド・アルバム『716』を完成させる。欧米のバンドのようなサウンドに仕上がった本作は日本ではリリースせずに全米のみで発売（日本でも輸入盤が流通）し、全米ツアーを行った。
- 1996年、MCAビクター(現ユニバーサルミュージック)からメジャー・デビューを果たす。またメジャーデビューをきっかけとして、以降は日本語詞による楽曲も発表するようになった。

### hideとの別れ
- メジャー・デビュー後、シングルを三枚リリースしたが、ファースト・アルバム『Cue』(1997)のリリース直前にギタリストの五味が「音楽を商売にしたくない」という理由で脱退。後に五味はアメリカでの『716』レコーディング期間で精神的にやられていたことなどを告白している。その後もhide主催のイベントなどに出演し、着々と人気を得る。
- 1998年春には柳田の旧友である赤羽根がギタリストとして加入し、再び4人組として再スタートを切った彼らだが、1998年5月2日にhideが急逝。彼の死後、様々なテレビ局で放送された追悼番組にZEPPET STOREは精力的に出演する。

### 変化
- hideの死後、hideが担当していたニッポン放送『オールナイトニッポンR』金曜第二部を木村が担当することになる。これはhideが生前、飲み会の席で木村のトークを評価していたことから、「hideも木村が担当することを望んでいるのではないか」というスタッフの考えが現実化したものであった。 木村の第一声は「hideさん天国行っちゃいました。」と淡々としたものだった。
- 後に月曜日の第二部への移動などを経て、木村のオールナイトは2年間放送された。そして、1999年に発売されたメジャーセカンド・アルバム『CLUTCH』は、オリコン初登場8位を記録。その他、ドラマの主題歌を担当したり、「HEY!HEY!HEY!」や「ミュージックステーション」といったゴールデンタイムの音楽番組にも出演を果たす。さらに、この年に行われた『RISING SUN ROCK FESTIVAL』にも出演した。

### サウンドの変貌、そして解散
- その後も彼らは『GOOSEFLESH』（2000年）、『DINO』（2001年）といった作品を発表していくが、デビュー時はUKギターロックの影響が色濃かった彼らのサウンドは作品を重ねるごとにヘヴィなサウンドに変化していき、歌詞にも「これが現実なんだ」という一種の厳しさを持つものが多くなってくる。2003年にはアルバム『SLICK』を発表。自ら「原点回帰」というキャッチコピーを用い、英語詞と日本語の楽曲が混合して収録された初のアルバムであった。そして2005年、全英語詞によるアルバム『BLACK BERRY BED』を発表後、公式ホームページで解散を発表。2005年8月14日、LIQUIDROOM ebisuでのステージが最後となったが、同年8月19日に行われた『RISING SUN ROCK FESTIVAL 05』にて急遽一夜限りの再結成を行った。

### 解散後の動き
- 解散後、ボーカル、ギターの木村は新バンドHOODISを結成。ベースは元Walrusの三浦薫、ドラムは元SUPERCARの田沢公大、そして、ギターは盟友の五味誠が担当している。
- 2007年に、1994年に発売したインディーズ盤『SWING,SLIDE,SANDPIT』が、リマスタリング仕様・未発表音源等を収録したボーナス・ディスクを付属した2枚組で再発された。また、2007年6月2日に行われた「Under Flower発足15周年記念イベント」で、木村世治（Vo,G）、五味誠（G）、遠矢行史（B）、柳田英輝（Dr）というオリジナル・ラインナップで一夜限りの再結成ライブをした。
- 2007年に、ドラムの柳田＝YANAは、Mellowhead/PLAGUESの深沼元昭（Vo,G）、元PEALOUTの近藤智洋（Vo,G）、東京ピンサロックスのhisayo（B）と新バンドGHEEEを結成。その他、AKUH、NACANO、Vez、Microphone and Fish、エレキバターの計6バンドでドラムを兼任
- 2007年、ベースの中村は自身のバンドLUCY'S DRIVEをソロユニットとして再スタートさせる。
- 木村はhurdy gurdyとしてソロ活動。

### 震災チャリティーのため再結成
- 2011年3月、東日本大震災の発生を受け、解散時のメンバーで再結成し、収益を寄付するため新曲を制作し配信することが発表された。8月、新曲「SMILE」の配信が開始され、ライブ会場限定でCDが販売された。この「SMILE」のCD化にあたり、初代ギタリストだった五味が再加入し5人編成となった。2012年5月2日「hide FILM ALIVE!!〜hide Memorial Day 2012〜」で5人編成となって初めてのライブを行った。
- 2012年12月13日、恩人であるhideの誕生日に合わせて8年ぶりのオリジナルアルバム「SHAPE 5」を発表。サウンドプロディースを五味と赤羽根が担当した。
- 結成25周年となる2014年も、アルバム「SPICE」を発表するなど精力的な活動を行なう。
- 2019年には、結成30周年を記念し、ファン一同がクラウドファンディングを活用して記念日を贈ろうと立ち上げたバンド公認の「ナナイチロクプロジェクト」により、アルバム「716」にちなみ、7月16日を『ZEPPET STOREの日』として日本記念日協会に認定された。

## 主な楽曲
- lacerate your brain
『Swing、Slide、Sandpit』のオープニング・ナンバー。hideが衝撃を受け、『hideのオールナイトニッポンR』の最終回でもオン・エアされた。また、2002年発表のベストアルバム『Singles＆Rare 1994～2001』にも収録され、ライブでもよく演奏された。
- SOMETHINGS SIMPLY VANISH
『716』に収録されたナンバーで、生前hideが最も気に入っていた曲。
- DONT' ASK ME WHY
メジャー4作目のシングル曲。日本語詞。アニメ『AWOL』エンディングテーマ、『出動!ミニスカポリス』テーマソングに起用された。hideいわく「この曲を聴いて100回くらい泣いたかもしれない」
- ROSE
hideの死後にリリースされた6作目のシングル。日本語詞のバラードナンバー。7つものタイアップがついた。
- もっともっと
7作目のシングル曲。『ポップジャム』1999年5月度エンディングテーマに起用された。
- 遠くまで
8作目のシングル曲。日本テレビ系のドラマ『甘い生活。』のエンディングテーマとして起用された。
- DEARLY
セカンド・アルバム『CLUTCH』に収録されたナンバー。木村自身が「hideさんに捧げた曲」と公言している。

## ミュージックビデオ
| 監督        | 曲名 |
| ----------- | --- |
| 久保茂昭    | 「PUZZLE」「SEEK OUT」 |
| 齋藤和廣    | 「SUPER STITION」 |
| 須永秀明    | 「DISTANCE」「EMOTION」 |
| Higuchinsky | 「PRESENCE」 |
| 藤兼友子    | 「DELIGHT」 |
| 不明        | 「BLUE」「DON'T ASK ME WHY」「FLAKE」「FLY HIGH」「GETAWAY?SEARCH ME」「LOOP」「ROSE」「SPIRAL」「TIGHTROPE」「TO BE FREE」「もっともっと」「遠くまで」「声」 |

## タイアップ一覧
| 使用年 | 曲名             | タイアップ                                                                  |
| ------ | ---------------- | --------------------------------------------------------------------------- |
| 1997年 | BLUE             | テレビ神奈川『ミュージックトマトJAPAN』テーマソング                         |
| 1997年 | DON'T ASK ME WHY | テレビ東京系『出動!ミニスカポリス』オープニングテーマ                       |
| 1998年 | DON'T ASK ME WHY | テレビ東京系アニメ『AWOL -Absent Without Leave-』エンディングテーマ         |
| 1998年 | LOOP             | 中京テレビ・日本テレビ系『ろみひー』エンディングテーマ                      |
| 1998年 | THE GAME         | テレビ朝日系『ぷらちなロンドンブーツ』エンディングテーマ                    |
| 1998年 | FLY HIGH         | TBS系『ワンダフル』テーマソング                                             |
| 1998年 | ROSE             | NTT「インターネットタウンページ」CMソング                                   |
| 1998年 | ROSE             | テレビ東京系『スキヤキ!! ロンドンブーツ大作戦』10・11月期エンディングテーマ |
| 1998年 | ROSE             | フジテレビ系『ロケットパンチ! MUSIC DELIVERY』エンディングテーマ            |
| 1998年 | ROSE             | フジテレビ系『プラチナパスポート』エンディングテーマ                        |
| 1998年 | ROSE             | フジテレビ系『Shimura X天国』エンディングテーマ                             |
| 1998年 | ROSE             | フジテレビ系『パパアミーゴ!』オープニングテーマ                             |
| 1999年 | もっともっと     | NHK総合『ポップジャム』エンディングテーマ                                   |
| 1999年 | 遠くまで         | 日本テレビ系 水曜ドラマ『甘い生活。』エンディングテーマ                     |
| 2000年 | EMOTION          | 日本テレビ系『M-mania』4月度オープニングテーマ                              |
| 2003年 | PUZZLE           | フジテレビ系『ジャンクSPORTS』エンディングテーマ                            |

## ヘビーローテーション/パワープレイ

### ラジオ
| 放送年 | 曲名         | ラジオヘビーローテーション/パワープレイ |
| ------ | ------------ | --------------------------------------- |
| 1999年 | もっともっと | FM802 1999年6月度ヘビーローテーション   |

## 主なライブ

### ワンマンライブ・主催イベント
- 1998年 - COMING UP ROSES TOUR'98
- 1998年 - TOUR '99 "CLUTCH"
- 2000年 - Special one night tour 2000/Emotional Groove
- 2000年 - GOOSEFLESH 3 STYLES "LIVE SCRAMBLE"、"LIVE BOILED"
- 2001年 - GOOSEFLESH 3 STYLES "LIVE EXTRA"
- 2001年 - TOUR 2001 "Walking on the TIGHTROPE"
- 2001年 - DINOSAUR TOUR
- 2002年 - "SUMMER CAMP"
- 2002年 - ROLLICKAHOLIC
- 2003年 - Start Up Live 2003"FLASH POINT"
- 2003年 - SLICK TOUR
- 2003年 - TOUR "SLICE OF THE SUN"
- 2004年 - Start Up Live 2004"FLASH POINT"
- 2004年 - "SUMMER CAMP 2004"
- 2005年 - ROLLICKAHOLICK!!
- 2005年 - ZEPPET STORE LAST TOUR "4 -for- "
- 2013年 - ZEPPET STORE TOUR "COME AND GO"
- 2013年 - ZEPPET STORE Tour 2013 "FIVE FOR ONE"
- 2014年 - ZEPPET STORE Tour 2014 "GREAT DELIGHT"
- 2015年 - CROSS 20150311
- 2015年 - ROOM 716 Vol.1
- 2015年 - Recollect 2015
- 2016年 - Welcome 2016 Acoustic Live
- 2016年 - ROOM 716 Vol.2
- 2016年 - ZEPPET STORE 20th Anniversary Tour"Reverberation"
- 2017年 - OPEN THE SECRET SONGS -japanese day-
- 2017年 - OPEN THE SECRET SONGS -English day-
- 2017年 - ROOM 716 Vol.3
- 2017年 - ROOM 716 Vol.4～Acoustic～
- 2017年 - Dive to 50 Seizi's birthday party
- 2018年 - ROOM 716 vol.5～BRIDGE～
- 2018年 - 中村雄一 50th Birthday～walk on 50th Avenue～
- 2018年 - YA/NA 50th Birthday～YA/NA Spectrum 50～
- 2018年 - Kenji Akabane 50th Birthday"Wayne's World"
- 2019年 - ROOM 716 Vol.6
- 2019年 - ROOM 716 Vol.7
- 2019年 - ZEPPET STORE 30th Anniversary Tour TRANSMOVED
- 2020年7月18日 - ROOM 716 Vol.8 -social distance acoustic live-
- 2020年12月26日 - 無観客配信LIVE「TO OUR FUTURE」
- 2021年5月1日-「五味誠生誕55周年記念音楽祭＋365日」無観客配信LIVE!
- 2021年7月17日 - ROOM 716 Vol.9
- 2021年9月5日 -ZEPPET STORE デビュー25周年+再結成10周年記念LIVE「Voices」
- 2022年5月14日 - Precious Things 〜Loud Day〜
- 2022年5月15日 - Precious Things 〜NeoAco Day One〜
- 2022年5月15日 - Precious Things 〜NeoAco Day Two〜
- 2022年7月16日 - ROOM 716 vol.10 -Loud Day-
- 2022年7月17日 - ROOM 716 vol.11 -NeoAco Day One-
- 2022年7月17日 - ROOM 716 vol.12 -NeoAco Day Two-
- 2022年9月23日 - 木村世治GOGO生誕祭
- 2023年7月16日 - ROOM 716 vol.13 -NeoAco Day-
- 2023年7月17日 - ROOM 716 vol.14-Loud Day-
- 2024年7月13日 - ROOM 716 vol.15 -NeoAco Day One-
- 2024年7月13日 - ROOM 716 vol.16 -NeoAco Day Two-
- 2024年7月14日 - ROOM 716 vol.17-Loud Day-
- 2024年 -  ZEPPET STORE 35th Anniversary Tour "35"

### 出演イベント
- 1996年09月08日 - hide SOLO TOUR PSYENCE A GO GO
- 1999年07月18日 - スーパースターも夢じゃない!!
- 1999年08月17日 - 音楽と髭達 '99
- 1999年08月21日 - RISING SUN ROCK FESTIVAL 1999 in EZO
- 1999年10月11日 - HEADROCKS'99〜START UP THE HAMMER MUSIC〜
- 2000年08月11日 - ロックロックこんにちは! Ver.4.00 Hyper
- 2000年08月26日 - MIX LEMONed JELLY
- 2001年08月31日 - Rolling Rocks EPISODE 5
- 2002年08月31日 - hide presents「MIX LEMONed JELLY TOUR 2002」
- 2005年08月19日 - RISING SUN ROCK FESTIVAL 2005 in EZO
- 2012年11月10日 - CLUB251 19th ANNIVERSARY〜MIX?PHONEMICS! Special ZEPPET STORE VS PENPALS
- 2012年12月08日 - hide Birthday Party 2012
- 2013年08月16日 - RISING SUN ROCK FESTIVAL 2013 in EZO
- 2013年08月25日 - DISK GARAGE MUSIC MONSTERS -2013 summer-
- 2013年12月08日 - hide Birthday Party 2013 feat.CLUB PSYENCE(「ZEPPET STORE Acoustic Style」として出演)
- 2013年12月20日 - CLUB251 20th ANNIVERSARY ZEPPET STORE×音速ライン
- 2014年11月21日・22日 - 20周年記念! 人類史上初の試み! 年間2デイズ乱れ撃ち! "CLUB Que 20th記念 2DAYS series 『OPERATION Que HATACHI』"
- 2015年05月01日 - 五味誠生誕50周年記念音楽祭
- 2016年06月18日 - MIX LEMONeD JELLY2016
- 2016年012月11日 - hide Birthday Party 2016
- 2017年08月5日 - MIX LEMONeD JELLY 2017
- 2017年012月10日 - hide Birthday Party 2017
- 2018年04月28日 - hide SUPER LIVE SPIRITS
- 2018年012月13日 - hide Birthday Party 2018
- 2019年012月8日 - hide Birthday Party 2019
- 2021年012月12日 - hide Birthday Party 2021
- 2022年012月11日 - hide Birthday Party 2022
- 2023年012月10日 - hide Birthday Party 2023
- 2024年012月8日 - hide Birthday Party 2024〜hide 60th Anniversary〜